# Remington R51
La Remington R51 è una pistola semi-automatica annunciato nel mese di gennaio 2014.
La R51 è una versione modernizzata da John Pedersen della pistola Remington Model 51 camerata con munizioni 9 × 19 millimetri. Remington ha annunciato che la pistola può essere dotata di munizioni .40 S&W e altri calibri. Tuttavia, nel 2018 con il fallimento della Remington, la produzione della pistola è stata congelata.